# Akbuzat
Akbuzat je pjesnički ep turkijskoga naroda Baškiraca, uglavnom nastanjenoga u Baškiriji u Rusiji. Uključen je u ciklus herojske priče o Ural-Batyru i njegovim potomcima ("Ural-Batyr", "Babsak i Kusek" itd.)
Godine 1910. snimio ga je Muhametsha Burangulov iz Gabit-sesena. Godine 1917. snimio je i drugu inačicu epa u selu Babalar. Slike narodne mitologije i ideje pradavnih ljudi o strukturi svijeta zauzimaju veliko mjesto u epu. U legendi se izmjenjuju pjesnički i prozni tekstovi. Seseni u uobičajenom narativnom obliku govore prozni dio, a pjesnički se tekst izvodi u obliku recitativne melodije.
Mnogo je motiva i epizoda poput čarobnog dijamantnog mača Ural-Batyra i krilatoga konja Akbuzata, po kojemu je ep i dobio ime. Ovi motivi imaju važnu kompozicijsku značajku te veliku ideološku i umjetničku vrijednost. Događaji se odvijaju na području planine Ural.
Ep se temelji na drevnim običajima i baširskim idejama o sretnoj budućnosti. Glavna tema epske priče je borba junaka za sreću ljudi te za trijumf pravde.
Na osnovi ovoga epa, skladatelj A. A. Eichenwald napisao je operu "Step", koja je prvi put postavljena 1931. na pozornici opernoga kazališta u Samari. Također, skladatelji H. Zaimov i A. Spadavekkia napisali su operu "Akbuzat", koja je praizvedena 1942. godine.